# Clasificación para el Torneo masculino de fútbol en los Juegos Olímpicos de Sídney 2000
La Clasificación para el Torneo de Fútbol Masculino en los Juegos Olímpicos de Sídney 2000 contó con la participación de 158 selecciones nacionales para definir a 16 clasificados a fútbol en los Juegos Olímpicos de Sídney 2000.

## Participantes
- 47 selecciones de Europa (UEFA)
- 10 selecciones de Sudamérica (Conmebol)
- 26 selecciones de Norteamérica, Centroamérica y el Caribe (Concacaf)
- 33 selecciones de África (CAF)
- 35 selecciones de Asia (AFC)
- 7 selecciones de Oceanía (OFC)

## Resultados

### UEFA
Consistió de una ronda clasificatoria donde avanzaban ocho equipos a la fase final que se jugó del 27 de mayo al 4 de junio de 2000 en Eslovaquia. Italia fue campeón del torneo por cuarta ocasión y logró la clasificación junto a República Checa, España y el anfitrión Eslovaquia.

### Conmebol
Participaron 10 selecciones de Sudamérica en un torneo realizado en Brasil del 18 de enero al 6 de febrero de 2000 para definir a dos clasificados al torneo. El anfitrión Brasil ganó el torneo y la clasificación junto a Chile.

### Concacaf
Participaron 26 selecciones en un torneo clasificatorio para definir a seis clasificados a la fase final que se jugó del 21 de abril al 30 de abril de 2000 en Estados Unidos. Honduras fue el campeón del torneo y logró la clasificación a Juegos Olímpicos junto al anfitrión Estados Unidos.

### CAF
Participaron 33 selecciones en una eliminatoria que se jugó del 6 de diciembre de 1998 al 26 de marzo de 2000 con tres rondas donde saldrían tres clasificados y un puesto de repechaje a los Juegos Olímpicos. Nigeria, Camerún y Marruecos obtuvieron los puestos directos al torneo mientras que Sudáfrica clasificó al playoff.

### AFC
Participaron 35 selecciones en una eliminatoria que se jugó del 3 de abril al 13 de noviembre de 1999 en una clasificación de dos rondas para definir a nueve clasificados a la ronda final. Kuwait, Corea del Sur y Japón fueron los clasificados de Asia.

### OFC
Al estar Australia clasificado directamente como país anfitrión, siete países disputaron medio boleto a los Juegos Olímpicos en un torneo que se jugó en Nueva Zelanda del 13 al 20 de diciembre de 1999. Nueva Zelanda fue el ganador del torneo y clasificado al playoff.

### Playoff
| Equipo 1      | Agr. | Equipo 2  | Ida | Vuelta |
| ------------- | ---- | --------- | --- | ------ |
| Nueva Zelanda | 2-4  | Sudáfrica | 2-3 | 0–1    |

| 19 de mayo de 2000 | Nueva Zelanda                          | 2–3     | Sudáfrica                                   | North Harbour Stadium, Auckland                              |                                                              |
|                    | - Urlovic 13' - F. McCarthy 31' (a.g.) | Reporte | - B. McCarthy 20' - Fortune 26' - Booth 88' | Asistencia: 13,500 espectadores Árbitro(s): Argelio Sabillón | Asistencia: 13,500 espectadores Árbitro(s): Argelio Sabillón |

| 27 de mayo de 2000 | Sudáfrica  | 1–0     | Nueva Zelanda | Vosloorus Stadium, Johannesburg |                                 |
|                    | Matsau 87' | Reporte |               | Asistencia: 20,000 espectadores | Asistencia: 20,000 espectadores |

## Clasificados
- Australia (Anfitrión)
- Italia
- República Checa
- España
- Eslovaquia
- Brasil
- Chile
- Honduras
- Estados Unidos
- Nigeria
- Marruecos
- Camerún
- Kuwait
- Corea del Sur
- Japón
- Sudáfrica